# Infernals

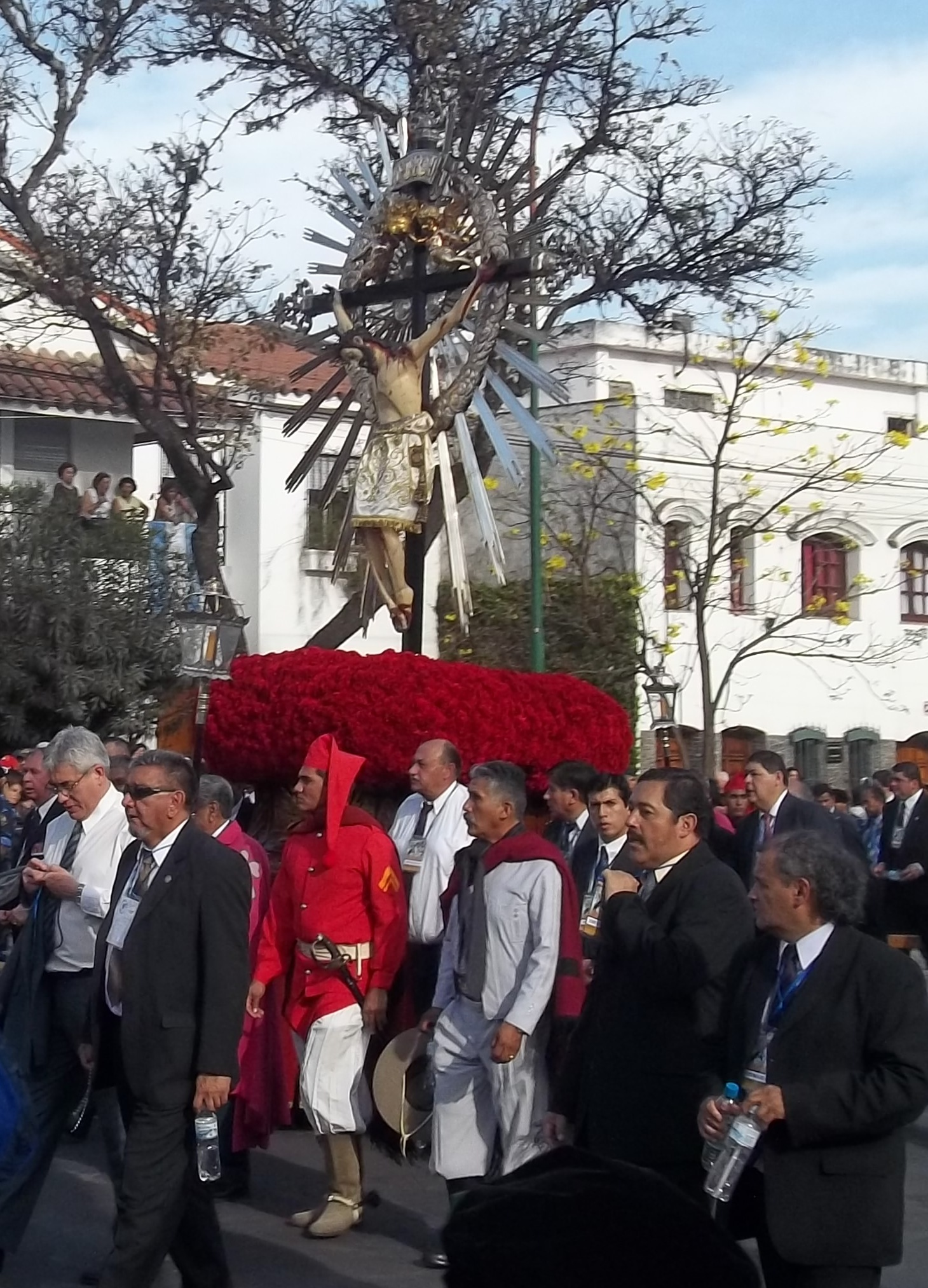
Infernals custodiant la imatge del Senyor del Miracle.

Els Infernals o Divisió Infernal de gautxos de Línia van ser un exèrcit de gautxos de la província de Salta. A ells s'hi sumaven principalment genets de Tarija i Jujuy a l'Argentina, que al comandament de Martín Miguel de Güemes van tenir un paper destacat en les Guerres d'independència hispanoamericanes.
El nom els va ser donat perquè van fer un "infern" per la presència de les tropes colonials o "realistes".

## Història
Al 9 de juliol de l'any 1816 la República Argentina (o Províncies Unides del Riu de la Plata com s'anomenava llavors) va proclamar la seva definitiva independència d'Espanya i de tot altre poder estranger, però quedaven al continent diversos focus de realistes que intentaven restaurar l'autoritat de la Corona Espanyola a la regió.
Martín Miguel de Güemes governava com cabdill a la Intendència de Salta des de maig del 1815, i va formar un exèrcit de milícies gautxes amb l'objectiu de frenar els avenços realistes. El líder salteny havia sol·licitat a Buenos Aires que s'instal·lés un exèrcit amb aquest propòsit, però el Director Suprem de les Províncies Unides, Ignacio Álvarez Thomas, el va considerar innecessari, per la qual cosa Güemes va reunir el seu propi exèrcit. Tot i els pronòstics dels soldats espanyols, els Infernals van ser d'una gran efectivitat militar i van contenir efectivament els avanços realistes.
Aquest regiment va ser creat per disposició del general Martín Miguel de Güemes, en el seu caràcter de governador Intendent de la província de Salta, en Ofici del 12 de setembre del 1815, elevat al Director Suprem de l'Estat. Els fonaments esgrimits van ser que convenia reunir en un cos orgànic als gautxos, que fins a aquest moment havien combatut desinteressadament per la llibertat de la Pàtria, expressant així:
| « | No dubtant del beneplàcit de vostra excel·lència he organitzat una divisió de cavalleria formada per dos esquadrons de dos companyies, cadascuna de cent places, i he disposat se'ls instrueixi en tot el necessari a l'exercici del servei d'infanteria, perquè puguin ser ocupats així tant a peu com a cavall, amb la denominació de Divisió Infernal de Gautxos de Línia. A data d'avui es troba amb la força que manifesta l'Estat que adjunt a vostra excel·lència es troba armada per ara amb fusell i baioneta. La seva disciplina és ja regular en una i altra arma, tant que la considero suficient per a l'exercici del servei en campanya i en guarnició. | » |

El govern central porteny es va negar a la seva creació, expressant que: "No hi ha motiu que justifiqui la creació d'un Cos de Línia en aquesta Província on no fa falta". Per comprendre l'impacte d'aquesta negativa del govern nacional basti assenyalar que el tercer exèrcit auxiliar del Perú, al comandament de José Rondeau, seria derrotat al novembre del mateix any, a la batalla de Sipe Sipe (1815), és a dir un mes després del requeriment de Güemes.
Güemes va formar igualment l'anomenat Regiment. Al contrari del que alguns sostenen sobre que era un cos poc organitzat, comptava amb els següents efectius: 2 Caps, 16 oficials, 32 Caps, 16 Músics i 336 Infernals. Estava uniformat amb jaqueta i pantalons blaus, folres d'elefant, botons de cascavell, gorres blaves amb mànigues de baieta grana i blau, botes negres fins al genoll i ponxos de baietó. Els músics vestien casaca vermella, pantalons colorit, gorra segurament acolorida, amb màniga de baieta grana i blau i botes negres. L'escorta del governador lluïa jaqueta i pantalons de drap encarnades amb mànigues de baieta grana i blau. El 1816 el seu cap de tropa va ser Bonifacio Ruiz de los Llanos, actuant al front de combat d'Humahuaca i la Puna a les ordres del Coronel Major Juan José Feliciano Fernández Campero, més conegut com el Marquès de Yavi.
Tot i que la indumentària més típica per la qual es coneix als infernals és aquella en la qual cada soldat vesteix una roba de gautxo del nord, és a dir un xamberg d'ales amples, un ponxo tenyit de vermell o vermell amb llistes i guardes negres, montants sobre àgils cavalls protegint-los les seves cames amb "guardamontes" de cuir i usant com a arma principal més comuna una llança.

## Estil
Els Infernals es van especialitzar en el tir de llaç a la cursa, en disparar en forma eficaç des de cavalls en moviment, i amb canvis ràpids de formació per actuar com a infanteria.

## Recreació
En l'actualitat, el Regiment de Cavalleria Lleuger 5 de l'Exèrcit Argentí, basat en la ciutat de Salta, porta el nom del General Güemes i els seus efectius utilitzen la vestimenta dels Infernals en desfilades i actes commemoratius.
Encara que també se'ls coneixia com a la tropa patriota de la incipient Argentina, no s'ha de confondre als Infernals amb la Legió Infernal comandada per Domingo French i Antonio Beruti.